# Thành phố pháo đài Carcassonne
Thành phố pháo đài Carcassonne hay thành Carcassonne (tiếng Pháp: Cité de Carcassonne) là một quần thể kiến trúc thời Trung Cổ nằm ở bờ phải của sông Aude tại thành phố Carcassonne thuộc tỉnh Aude của Pháp. Với một tòa thành đồ sộ với chu vi khoảng 3 km gồm 52 tháp canh còn tồn tại đến ngày nay, ngoài ra còn có một lâu đài và nhà thờ cổ, Carcassonne là một trong những thành phố pháo đài cổ nguyên vẹn nhất còn tồn tại đến ngày nay ở châu Âu. Năm 1997 toàn bộ khu kiến trúc này đã được UNESCO công nhận là Di sản thế giới.

## Vài con số
- 2500 năm, tuổi đời của thành cổ Carcassonne.
- 52[1] tháp canh, số tháp canh của thành cổ.
- 3 km, chu vi tòa thành.
- 1.323 người, số nhân viên trông giữ thành cổ.
- 30%, phần diện tích được trùng tu.
- 58 năm, thời gian trùng tu Carcassonne.
- 2 triệu lượt người, số lượng khách tham quan thành cổ mỗi năm.

## Lịch sử

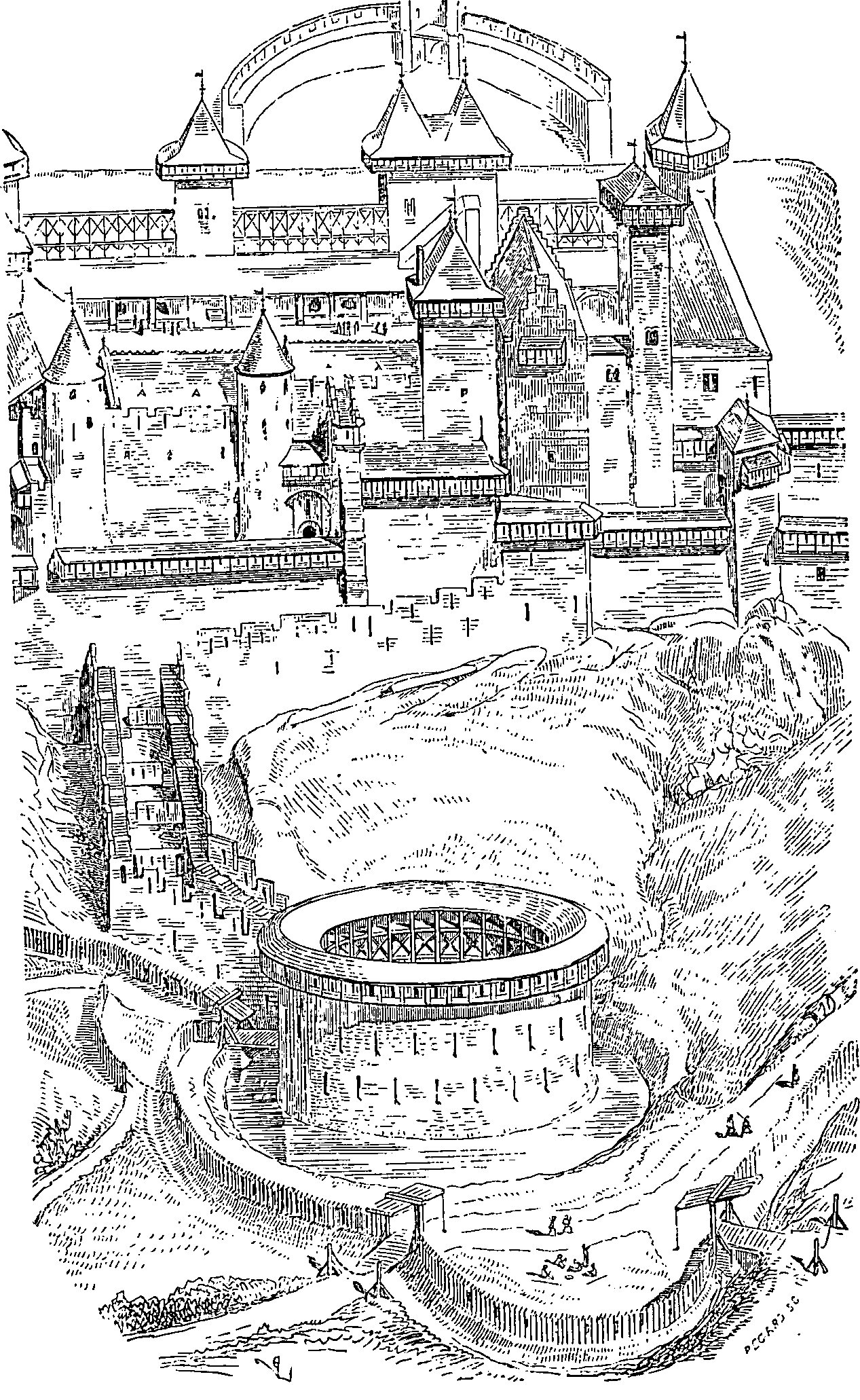
Ký họa thành Carcassonne của Eugène Viollet le Duc

Từ thế kỉ 3 TCN những người Volques Tectosages đã chiếm hữu vùng đất nay là Carcassonne và cho xây dựng một oppidum, công trình phòng ngự, có tên Carcaso, công trình này đã được Caius Plinius Secundus nhắc đến với cái tên Carcaso Volcarum Tectosage. Năm 122 TCN đế chế La Mã giành quyền kiểm soát Carcaso và biến nó thành một pháo đài nhỏ với các khu vực dân cư xung quanh. Đến thế kỉ 3, khu vực này chịu sự tấn công của các bộ tộc phía Bắc và buộc người dân cùng chính quyền phải xây dựng một tòa thành lớn hơn, tòa thành này đã được nhắc đến lần đầu với tên Carcassonne vào năm 333. Tuy vậy đến giữa thế kỉ 5 thì Carcassonne cũng rơi vào tay những người Wisigoth, giai đoạn này kéo dài đến năm 713 thì Carcassonne chuyển sang tay những người Ả rập của Wali Ambisa, những người Franc chỉ chiếm lại được tòa thành vào năm 752 dưới triều vua Pépin Lùn
Khoảng thế kỉ 10 thì thành Carcassonne bắt đầu được mở rộng, một nhà thờ lớn cũng được xây dựng năm 1096, năm 1150 lâu đài của bá tước vùng Carcassonne (château comtal) cũng được xây dựng. Đây là giai đoạn phát triển của thành Carcassonne với số dân chừng 3000 đến 4000 người, đa số là theo đạo Cathare, một tôn giáo cổ của vùng Occitanie miền Nam nước Pháp. Năm 1208, Giáo hoàng Innocentius III bắt đầu cuộc Thập tự chinh để cải đạo Thiên Chúa vùng Occitanie. Ngày 1 tháng 8 năm 1209 thành Carcassonne bị hạ, hai thị trấn bên ngoài pháo đài bị phá hủy, tử tước vùng Carcassonne bị bắt và sau đó chết trong tù vì bệnh lỵ. Quyền quản lý Carcassonne được giao cho chỉ huy cuộc thập tự chinh là Simon de Montfort. Năm 1226, sau cuộc Thập tự chinh lần thứ hai do vua Louis VIII chỉ huy, pháo đài chính thức trở thành đất riêng của hoàng đế Pháp và trở thành trụ sở của phán quan địa phương.
Dưới thời vua Louis IX, pháo đài được xây thêm một lớp tường thành thứ hai để có thể chống lại các cuộc bao vây dài ngày và nó vị trí chiến lược trên đường biên giới giữa hai vương quốc Pháp và Aragon. Sau đó nó tiếp tục được mở rộng và củng cố dưới thời vua Philippe III và đến thế kỉ 13 thì trở thành một trong các pháo đài mạnh nhất của vương quốc. Trong thời gian này thành Carcassonne không hề chịu bất cứ cuộc tấn công nào, vì vậy quân đội được rút dần dần khỏi đây và đến cuối thế kỉ 14 thì bên trong pháo đài chỉ còn một đội quân đồn trú nhỏ. Từ năm 1560 đến năm 1630 trong thời gian Chiến tranh tôn giáo, Carcassonne trở thành chiến lũy của những người Công giáo chống lại những người Tin lành.
Thành Carcassonne bắt đầu suy tàn vào thế kỉ 17 khi năm 1657 trụ sở của tòa án được dời khỏi pháo đài để đặt ở thành phố cạnh đó. Năm 1659, pháo đài mất luôn vị trí chiến lược phòng thủ phía Nam khi Hiệp ước Pyrénées được ký, theo đó biên giới giữa Pháp và Tây Ban Nha được lùi xuống phía Nam trùng với đường biên giới ngày nay. Người dân bắt đầu rời khỏi các tòa nhà bên trong tường thành và nơi đây trở thành khu phố nghèo của những người thợ dệt. Dưới thời Cách mạng Pháp, thành Carcassonne chỉ còn là kho vũ khí của quân đội và đến năm 1820 thì nó bị gạch tên khỏi các địa điểm quân sự và bị bỏ hoang hoàn toàn.
Quá trình khôi phục thành cổ Carcassonne được bắt đầu bởi nhà quý tộc Jean-Pierre Cros-Mayrevieille vào năm 1835, kiến trúc sư Eugène Viollet-le-Duc được giao tu sửa nhà thờ Saint-Nazaire bên trong tường thành và bắt đầu nghiên cứu kế hoạch tu tạo toàn bộ pháo đài. Năm 1853, Napoléon III đồng ý với kế hoạch tu sửa này và chi ra 90% kinh phí sửa chữa, 10% còn lại do hội đồng địa phương chịu trách nhiệm. Năm 1855, công trình khôi phục Carcassonne được khởi công ở phần phía Tây và Tây Nam. Năm 1889, công việc tu sửa nội thành được kết thúc và nối tiếp bằng việc tu sửa lâu đài bá tước. Tính cho đến nay mới chỉ có 30% diện tích thành cổ Carcassonne được tu sửa, trong đó nhiều phần bị chỉ trích là khác xa với các kiến trúc Trung Cổ ban đầu và làm xấu đi kiến trúc tổng thể của công trình, đặc biệt là ở phần mái của các tháp canh.
Tuy vậy với giá trị lịch sử rất lớn của mình, năm 1997 thành cổ Carcassonne đã được UNESCO công nhận là Di sản thế giới. Ngày nay đây là một trong những điểm thu hút khách du lịch nhiều nhất nước Pháp với khoảng 2 triệu người mỗi năm.

## Kiến trúc

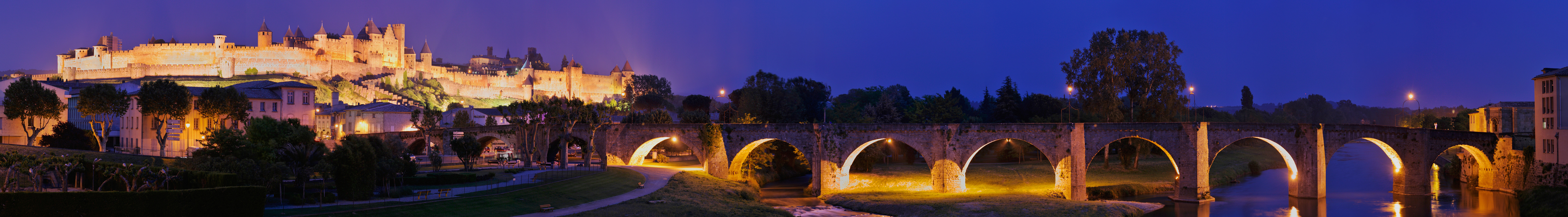
Toàn cảnh thành cổ Carcassonne

Kiến trúc của thành cổ Carcassonne chịu ảnh hưởng lớn bởi kiến trúc quân sự thời Trung Cổ, nó nổi bật với kích thước đồ sộ, độ phức tạp và khả năng phòng thủ cao, đây là pháo đài lớn nhất của châu Âu. Carcassonne có hai lớp tường thành và nhiều công trình khác nhau phía trên và bên trong tường thành, hầu hết đều được xây bằng đá.
Lớp tường thành phía ngoài được xây từ thời La Mã trên một mũi đá, nó cho phép bao quát toàn bộ thung lũng và phần đồng bằng Aude, cấu tạo của nó là những phiến đá to được gắn kết bằng một lớp vữa chặt tạo thành lớp tường dày từ 2 đến 3 mét và có chu vi 1070 mét, che chắn cho khoảng 7 héc ta đất. Hiện nay vẫn còn tồn tại 17 tháp canh từ thời La Mã trên tổng số 30 tháp canh xây dựng ban đầu với đường kính từ 4,5 mét đến 7 mét và độ cao từ 11,65 mét đến 13,70 mét. Lớp tường thành thứ hai bao bên ngoài lớp tường thành đầu tiên, công trình này được các vua Pháp cho xây dựng trong thế kỉ 13 với chiều cao từ 10 đến 12 mét. Ở bốn góc thành là bốn cổng chính, gồm cổng Narbonnaise ở phía Đông, cổng Saint-Nazaire ở phía Nam, cổng Aude ở phía Tây và cổng Bourg (hay Rodez) ở phía Bắc.
Bên trong thành có một lâu đài bá tước (château comtal) được xây dựng khoảng năm 1130 với hai tòa nhà tạo thành một chữ L và một tháp bảo vệ, tháp Pinte, công trình cao nhất của thành cổ, phía bắc lâu đài có một nhà nguyện nhỏ. Công trình lớn thứ hai trong pháo đài bên cạnh lâu đài là nhà thờ Saint-Nazaire được xây dựng bằng cát kết, các chi tiết cổ nhất của nhà thờ còn lại đến ngày nay có niên đại khoảng thế kỉ 11.

## Hình ảnh

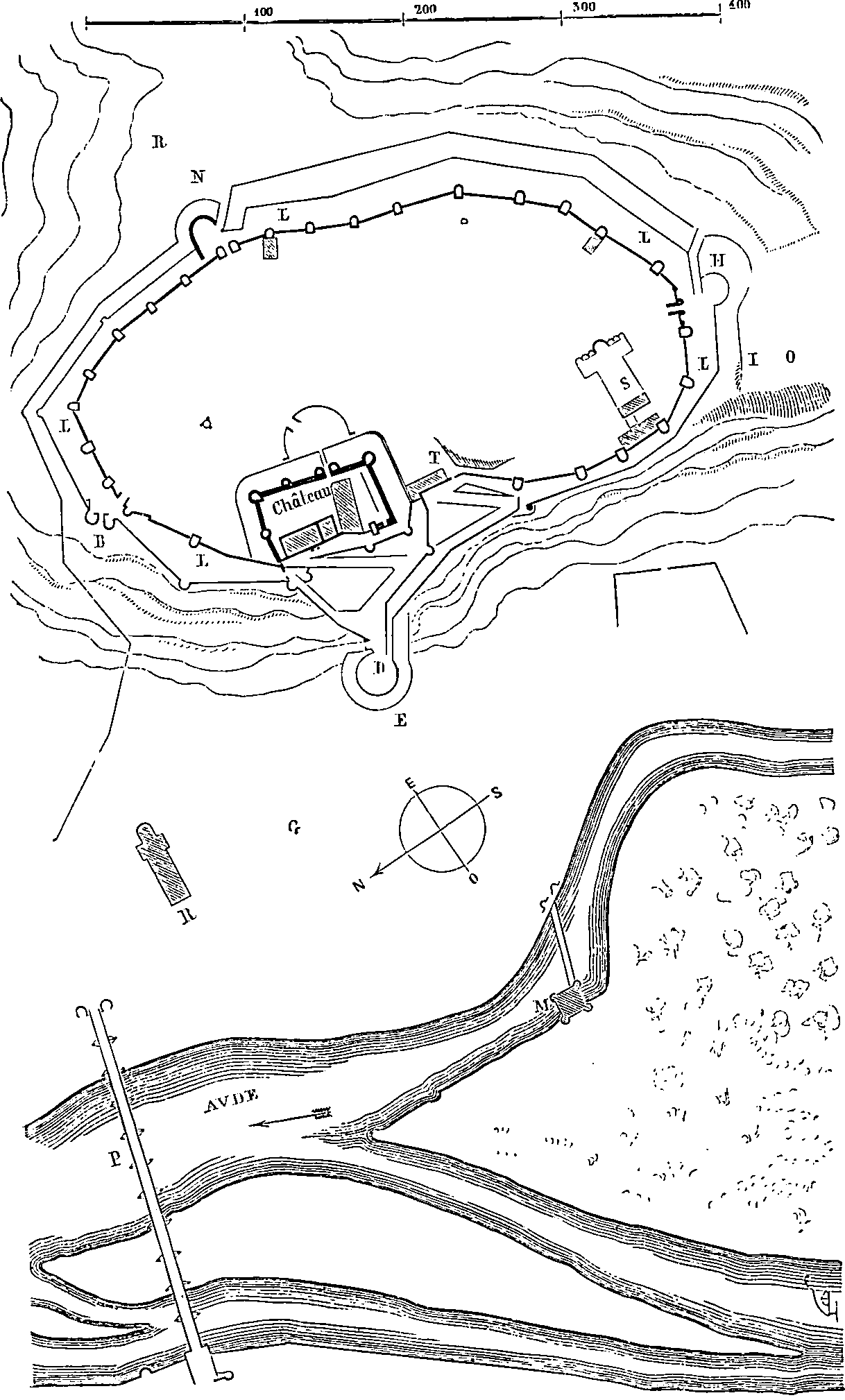
Vị trí pháo đài vào thế kỉ 19
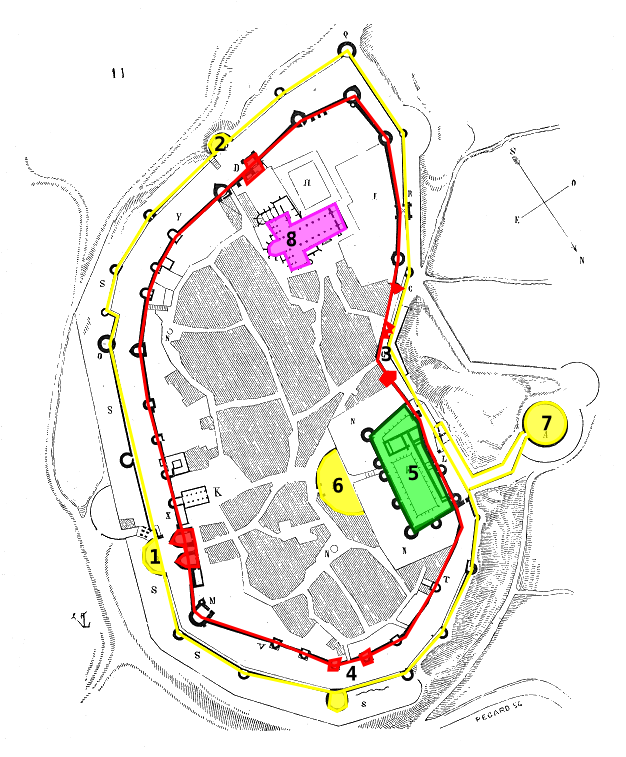
Bản đồ chi tiết
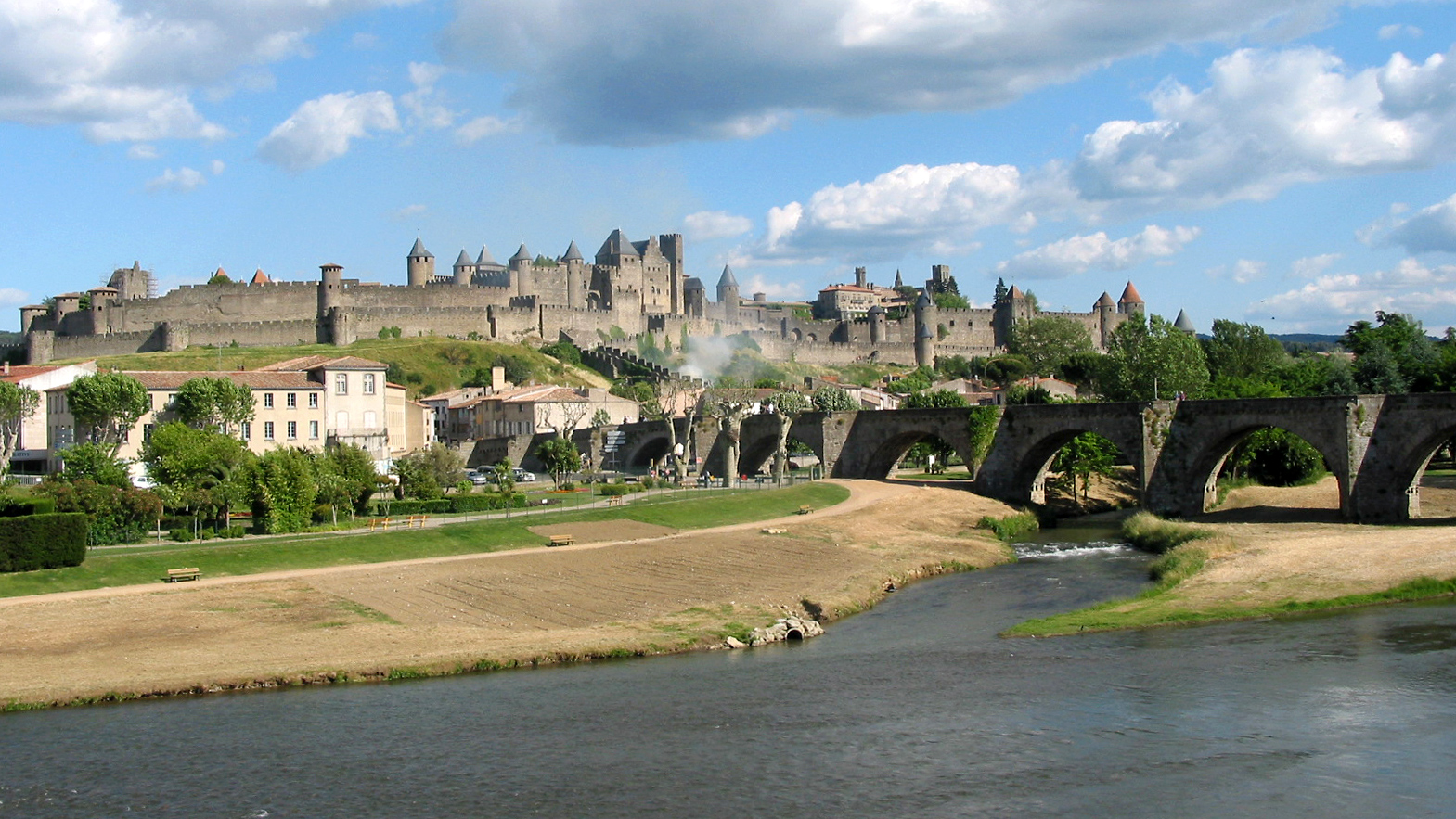
Toàn cảnh thành cổ hiện nay
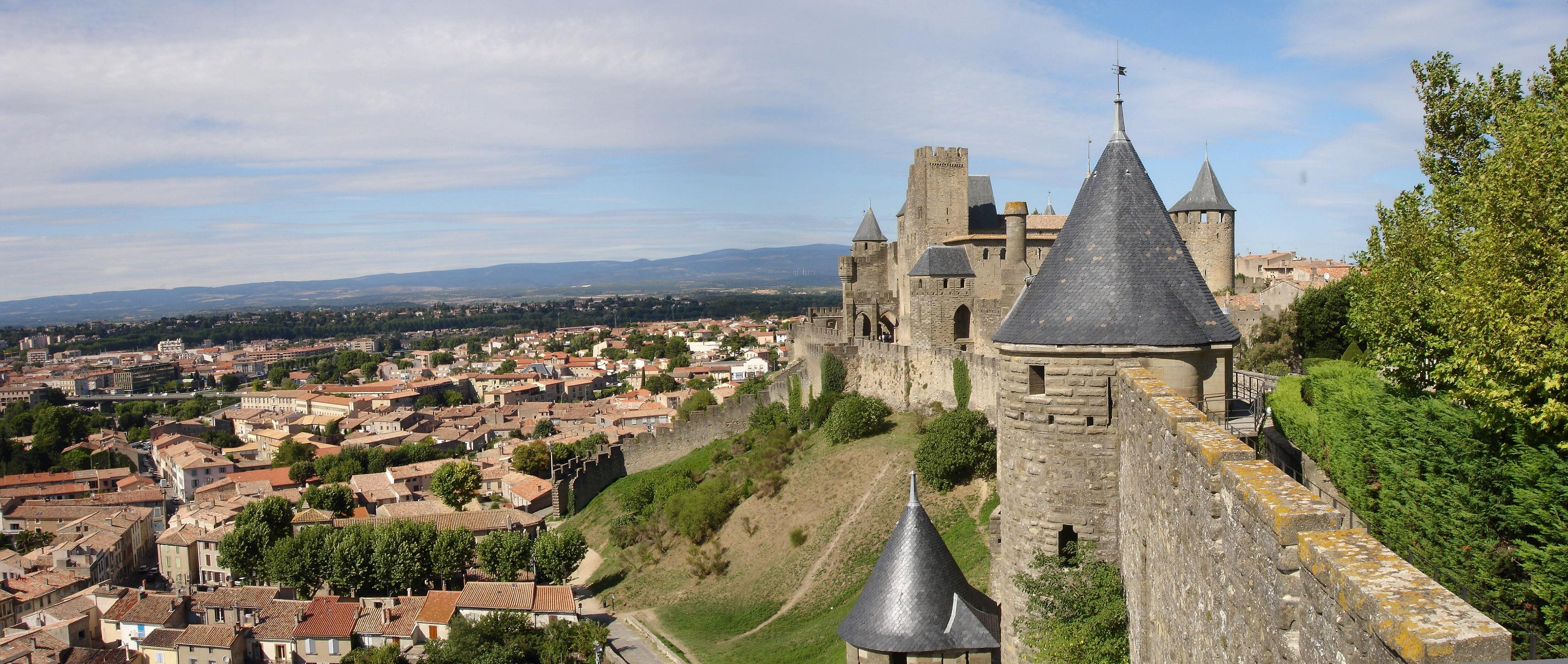
Thành phố dưới chân thành
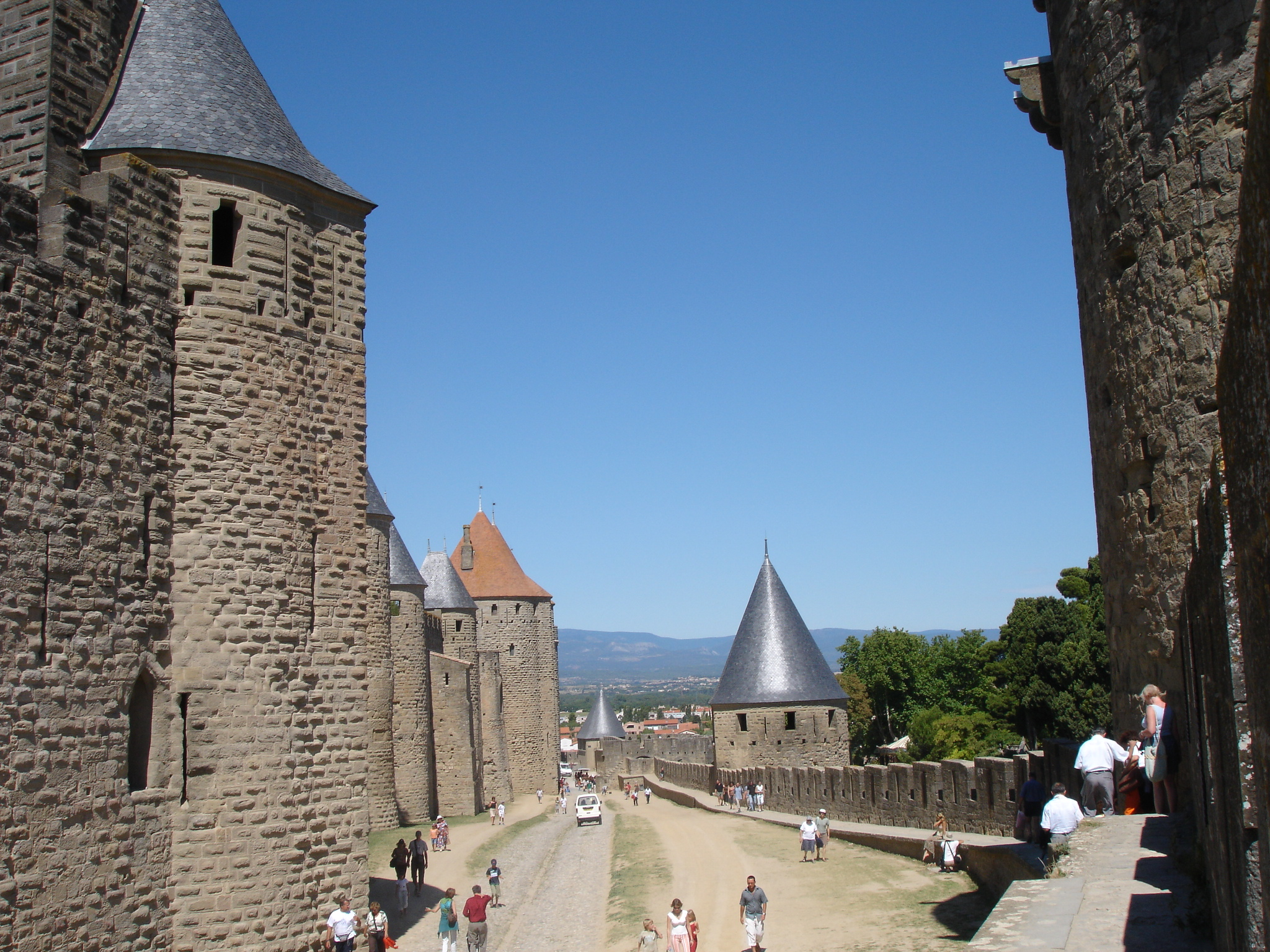
Giữa hai lớp tường thành
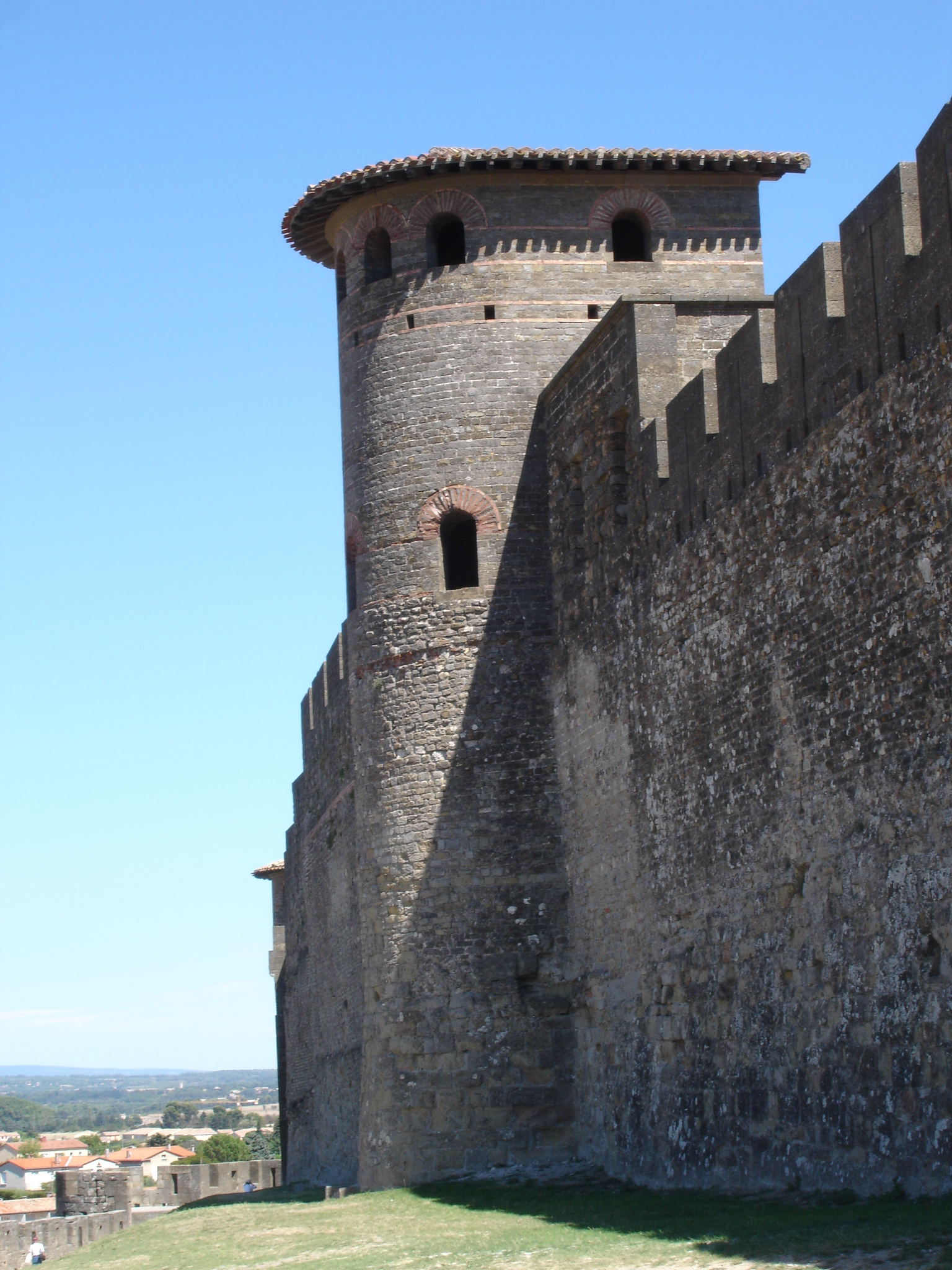
Tháp canh kiểu La Mã
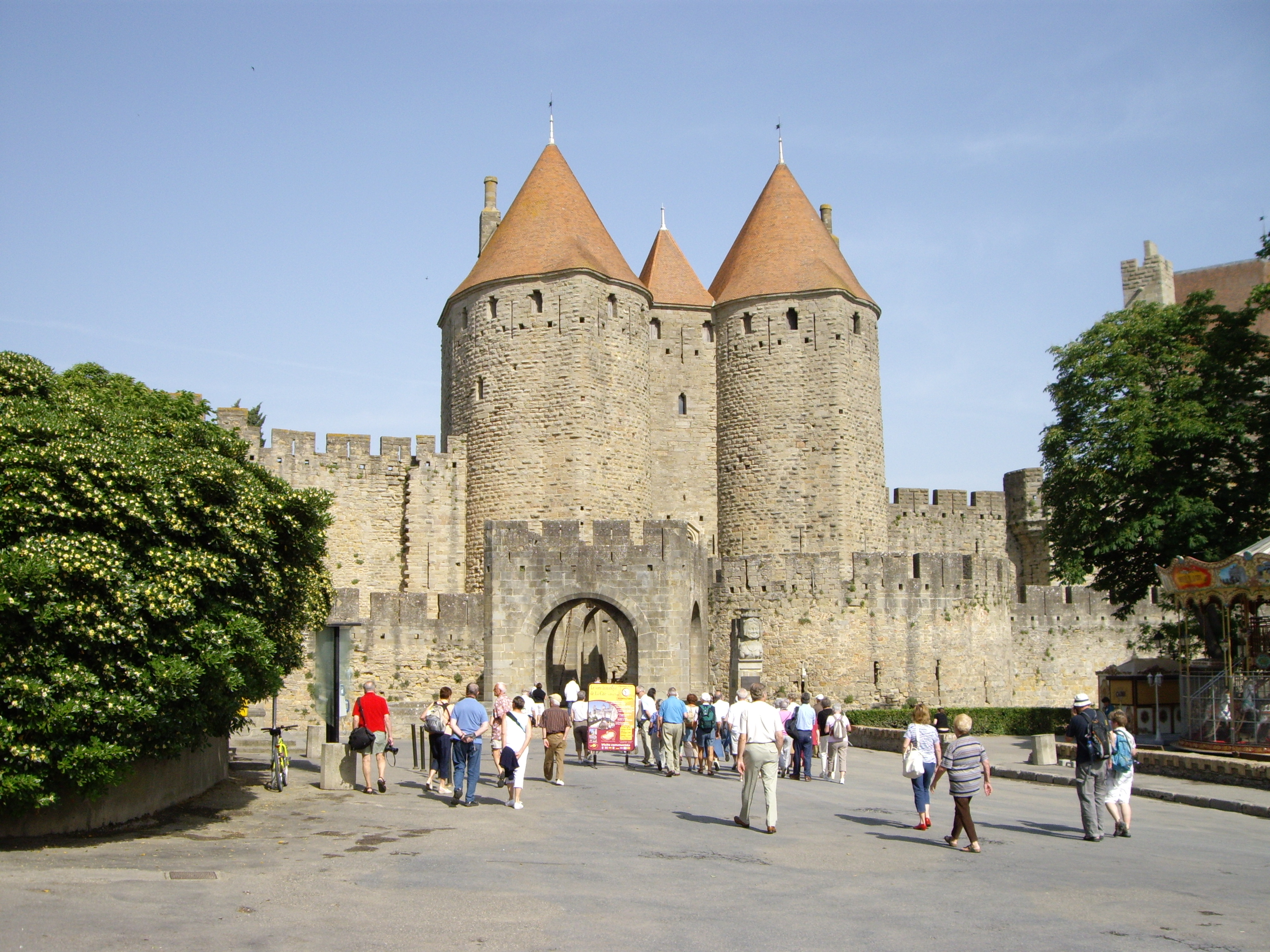
Cổng Narbonnaise
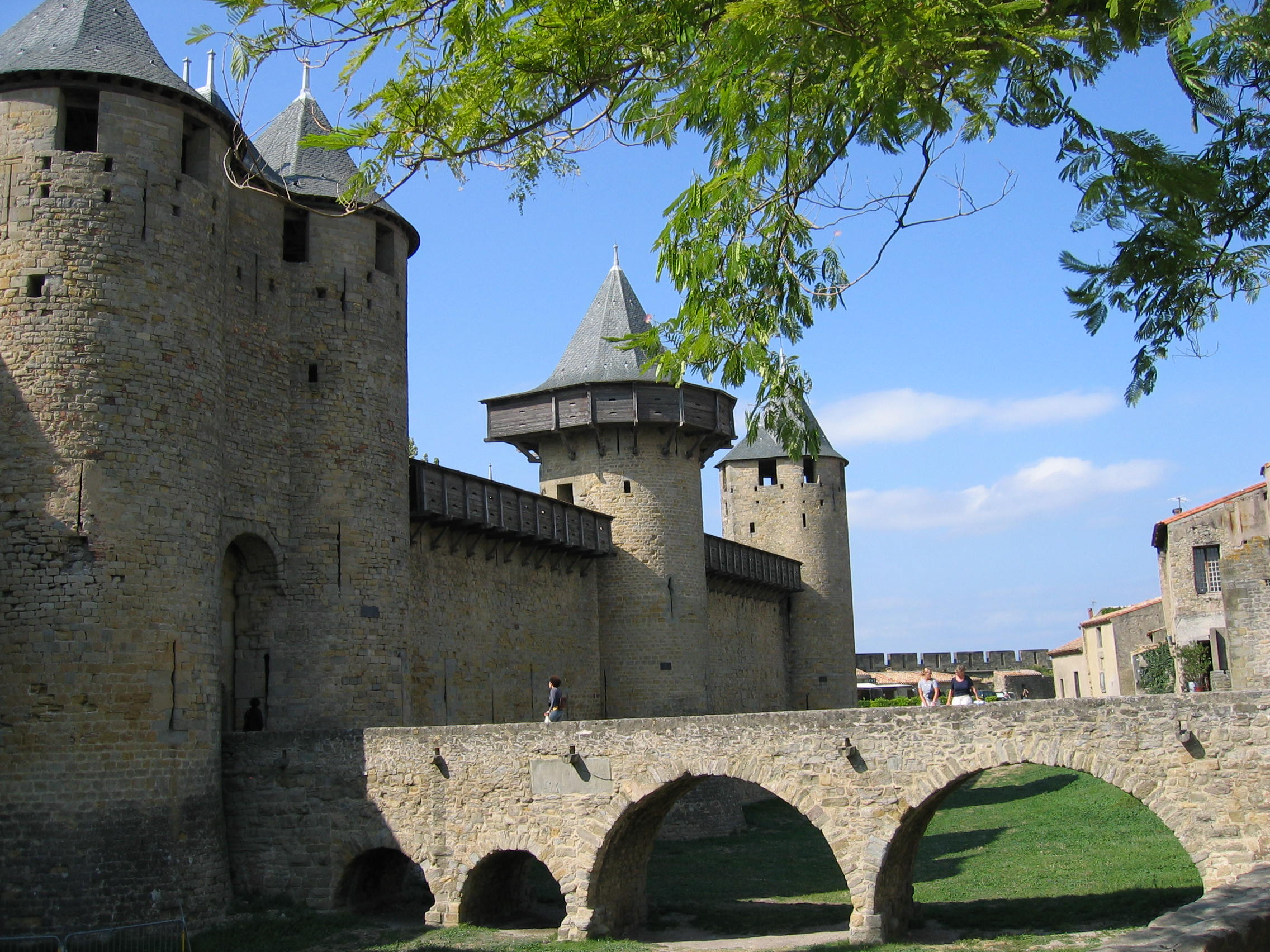
Đường vào lâu đài bá tước
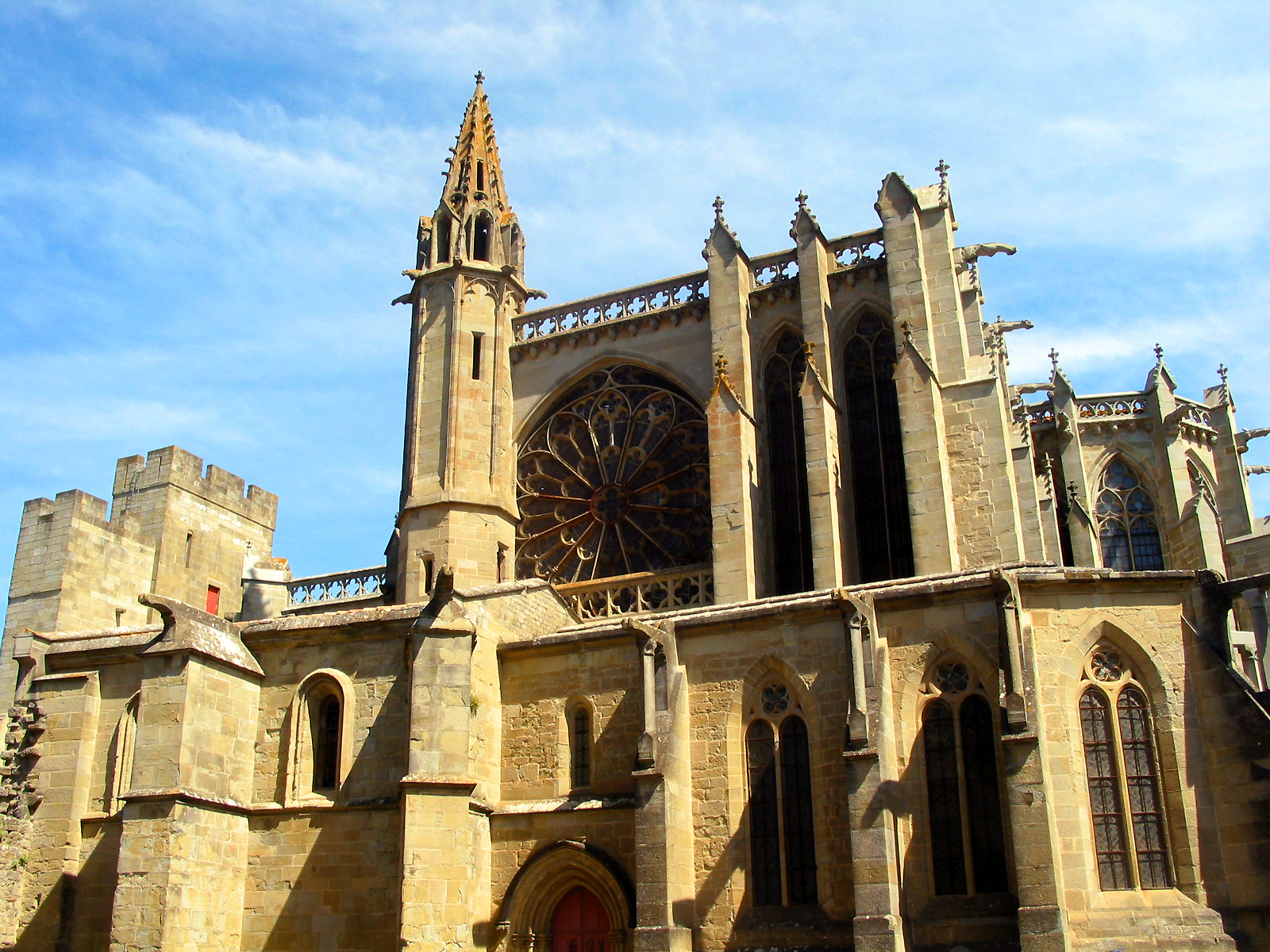
Nhà thờ Saint-Nazaire
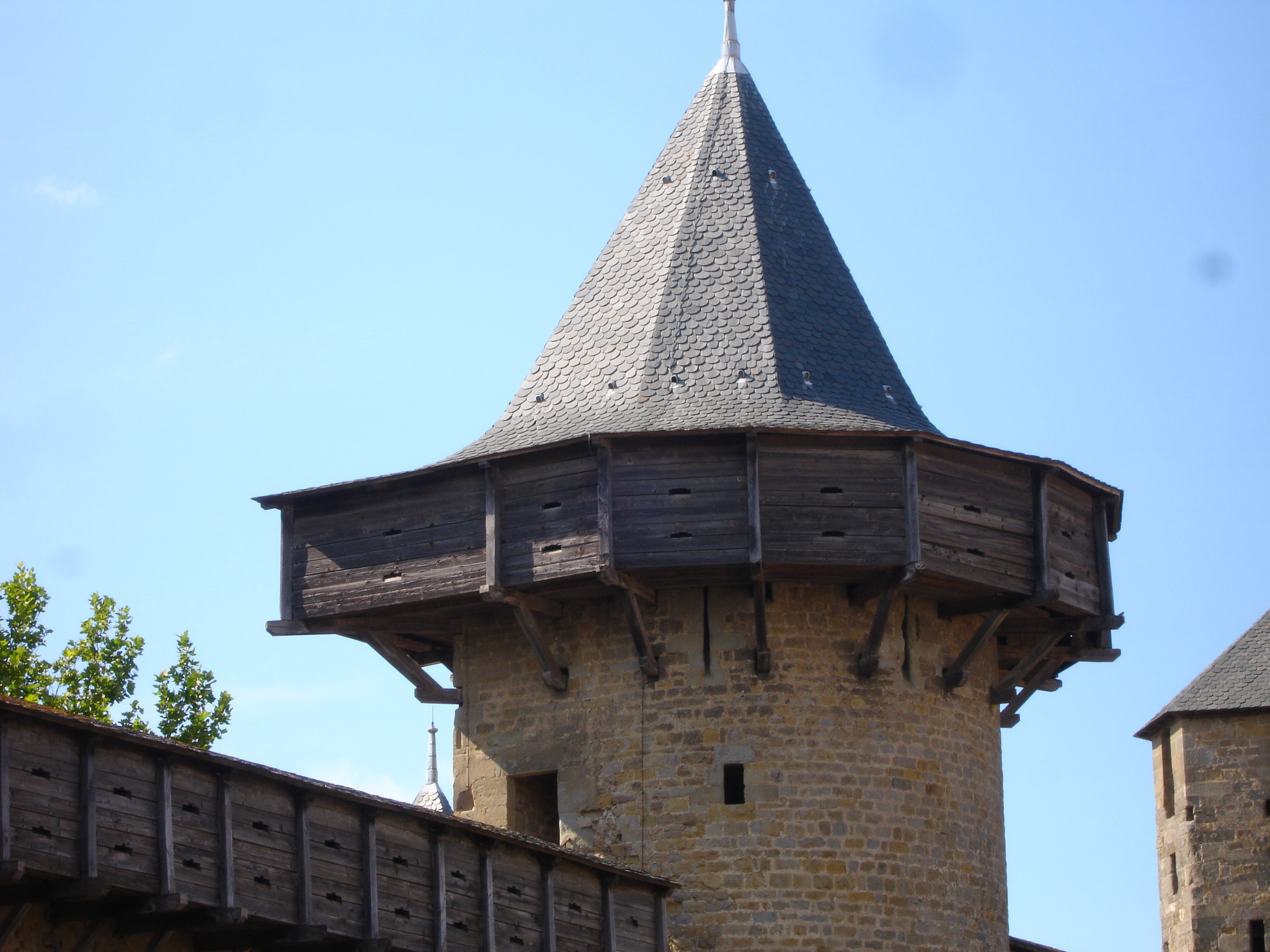
Tháp canh do Viollet-le-Duc phục hồi
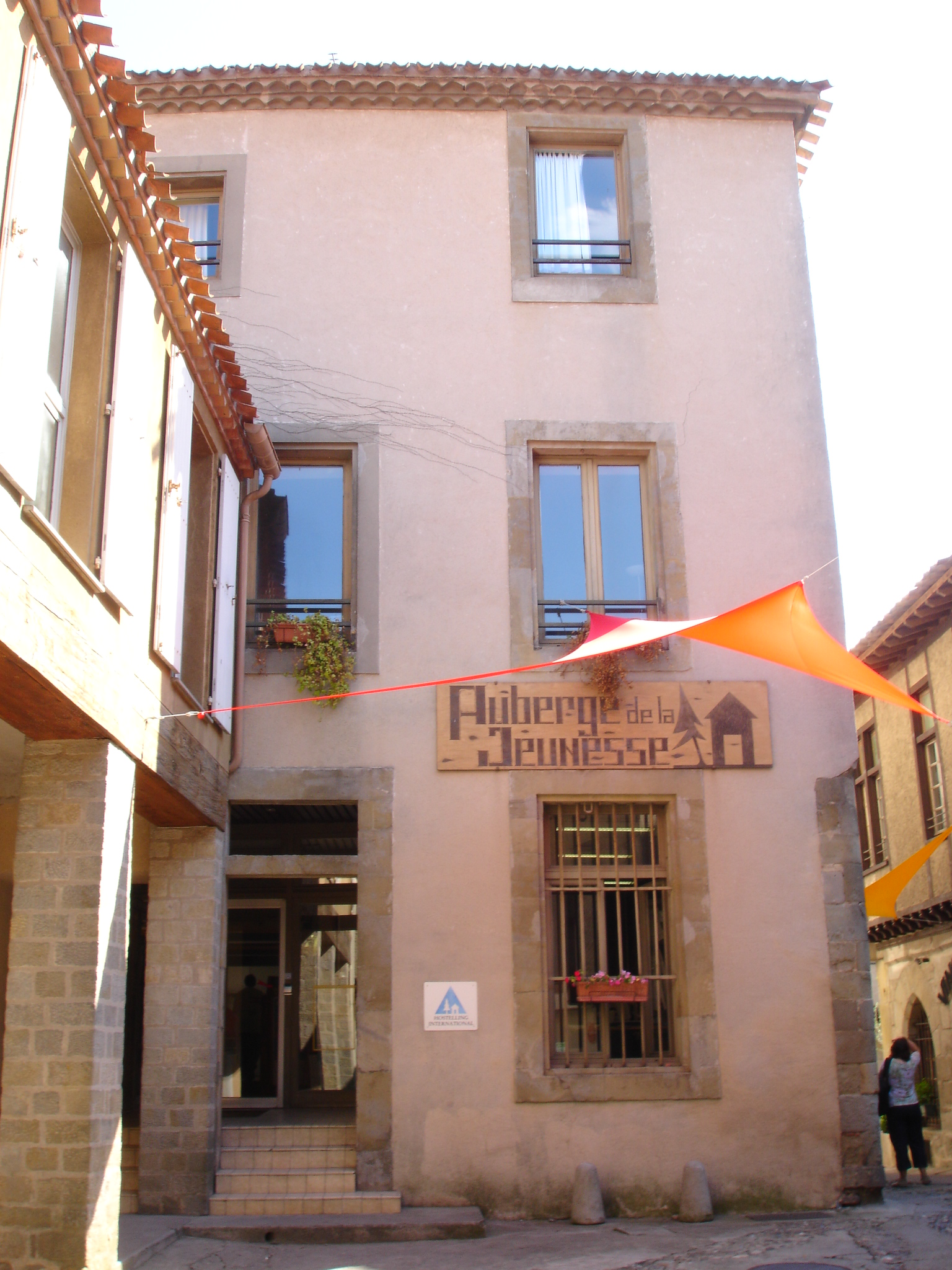
Một tòa nhà bên trong thành